# Wakaleo schouteni
Wakaleo
Genre
Espèce
Wakaleo schouteni, seul représentant du genre Wakaleo, est une espèce éteinte de lions marsupiaux qui a vécu en Australie au cours du Miocène inférieur.